# Skyddsoverall

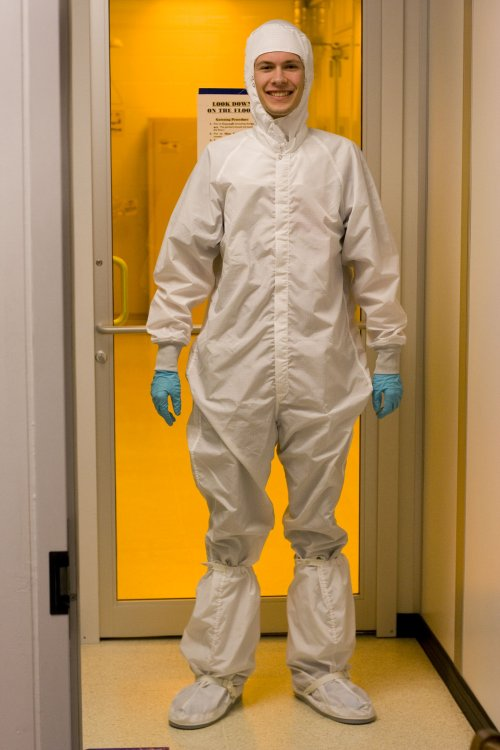
Man iförd skyddsoverall för arbete i känslig laboratoriemiljö.

Skyddsoverall är en typ av arbetskläder som ska skydda från smuts och farligare ämnen. Det är en overall som normalt är gjord i ett kraftigare tyg som ska tåla högt slitage. Ibland bärs även ett förkläde av gummi eller i tjockare plastväv över overallen.
Skyddsoverall används ofta inom verkstäder, jordbruket och liknande arbetsmiljöer. De kan även användas på fritiden vid smutsigare uppgifter kring bil eller hus.

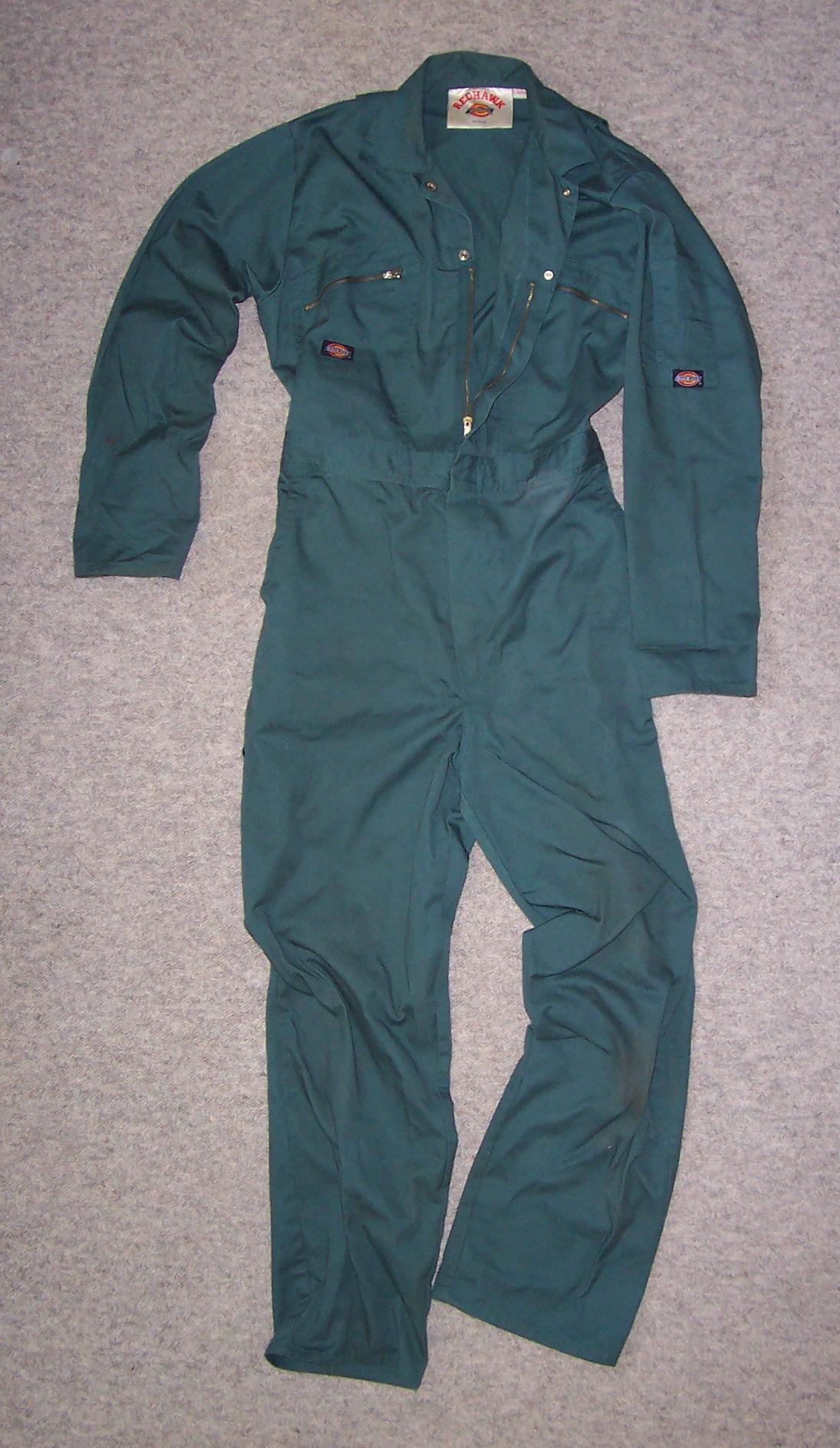
Overaller används ofta som skyddskläder.
Påbudsmärke för att använda skyddsoverall.